# Zeda Sakara
Zeda Sakara – wieś w Gruzji, w regionie Imeretia, w gminie Zestaponi. W 2014 roku liczyła 2099 mieszkańców.